# Anigraea mediifascia
Anigraea mediifascia là một loài bướm đêm trong họ Noctuidae.